# ハウク級ミサイル艇
ハウク級ミサイル艇（ノルウェー語: Hauk-klassen Missiltorpedobåt）は、ノルウェー海軍のミサイル艇の艦級。

## 設計
設計面では、先行するストルム級およびスネッグ級の発展型とされており、主機関もスノッグ級と同じくV型16気筒のMTU 16V538 TB92ディーゼルエンジンを搭載している。
主兵装としては、ストルム級ではペンギン艦対艦ミサイルのみ6発を搭載、スノッグ級ではペンギン4発と魚雷発射管4基を組み合わせて備えていたのに対し、本級では、船尾甲板にペンギン6発を、また船首甲板に魚雷発射管2基を備えている。戦闘システムとしてはMSI-80Sを備えているが、これは専用の追尾レーダーを持たず、XバンドのデッカTM-1226レーダー2基とフィリップス社のTVT-300光学方位盤、エリクセン社のレーザー測距儀を用いていた。コッベン級潜水艦向けに開発されたMSI-70Uのソフトウェア資産が活用されている。電子計算機としてはKS-500を採用しており、指揮官用のほかに戦術評定員、武器管制員、およびパッシブセンサ監理員用の計4基のワークステーションを備えている。また2001年にはSENIT-2000戦術情報処理装置を搭載し、リンク 11の運用に対応した。

## 配備
1975年6月12日、10隻がベルゲン・メカニシュケ・ベルクシュタット社に、また4隻がヴェスタマリン社に発注された。ネームシップは1976年5月に起工され、1978年8月に就役した。その後、1980年までに、14隻が順次に就役した。老朽化に伴い、2008年までに運用を終了した。
| #    | 艦名                 | 就役           | 退役 |
| ---- | -------------------- | -------------- | ---- |
| P986 | ハウク KNM «Hauk»    | 1978年8月17日  | n/a  |
| P987 | エールン KNM «Ørn»   | 1979年1月19日  | n/a  |
| P988 | テルネ KNM «Terne»   | 1979年3月13日  | n/a  |
| P989 | シェル KNM «Tjeld»   | 1979年5月25日  | n/a  |
| P990 | スカルブ KNM «Skarv» | 1979年7月17日  | n/a  |
| P991 | タイスト KNM «Teist» | 1979年9月11日  | n/a  |
| P992 | ヨー KNM «Jo»        | 1979年11月1日  | n/a  |
| P993 | ロム KNM «Lom»       | 1980年1月15日  | n/a  |
| P994 | ステッグ KNM «Stegg» | 1980年3月18日  | n/a  |
| P995 | ファルク KNM «Falk»  | 1980年4月30日  | n/a  |
| P996 | ラヴン KNM «Ravn»    | 1980年5月20日  | n/a  |
| P997 | グリッブ KNM «Gribb» | 1980年7月10日  | n/a  |
| P998 | ガイル KNM «Geir»    | 1980年9月16日  | n/a  |
| P999 | アール KNM «Erle»    | 1980年12月10日 | n/a  |